# Fissidens collinus
Fissidens collinus är en bladmossart som beskrevs av Mitten 1885. Fissidens collinus ingår i släktet fickmossor, och familjen Fissidentaceae. Inga underarter finns listade i Catalogue of Life.